# Матфей (Петридис)
Митрополит Матфей Петридис (греч. Μητροπολίτης Ματθαίος Πετρίδης; ?, Эльбасан, Османская империя — 1895, Османская империя) — епископ Константинопольской православной церкви; митрополит Адрианопольский, ипертим и экзарх всего Гемимонта (1887—1890).

## Биография
Родился в Эльсабане, в Османской империи. Был священником в местечке Вриула в Смирнской митрополии.
15 сентября 1867 года решением Священного Синода Константинопольского патриархата избран митрополитом Дриинопольским, а 17 сентября состоялаась его епископская хиротония.
В качестве управляющего митрополией, восстановил разрушенную в 1795 году церковь в Дельвина, заботился о духовном образовании в епархии.
В 1876 году назначен на Пелагонийскую кафедру, переехав в город Битола — центр митрополии.
28 февраля 1887 года избран митрополитом Адрианопольским.
3 января 1890 года уволен на покой.